# Sylescaptia tigrina
Sylescaptia tigrina är en fjärilsart som beskrevs av Van Eecke 1920. Sylescaptia tigrina ingår i släktet Sylescaptia och familjen björnspinnare. Inga underarter finns listade i Catalogue of Life.